# Equació de Purnell
L'equació de Purnell és una equació utilitzada en química analítica per calcular la resolució Rs entre dos pics en un cromatograma.
{\displaystyle R_{s}={\frac {\sqrt {N_{2}}}{4}}\left({\frac {\alpha -1}{\alpha }}\right)\left({\frac {k'_{2}}{1+k'_{2}}}\right)}
on
Rs és la resolució entre els dos pics
N₂ és el número de placa del segon pic
α és el factor de separació entre els dos pics
k '₂ és el factor de retenció del segon pic.
Com més alta sigui la resolució, millor serà la separació.